# إيف شوفان
ايف شوفان (بالفرنسية: Yves Chauvin)‏ هو كيميائي فرنسي ولد في 10 أكتوبر 1930. هو مدير أبحاث شرفي في المعهد الفرنسي للبترول.

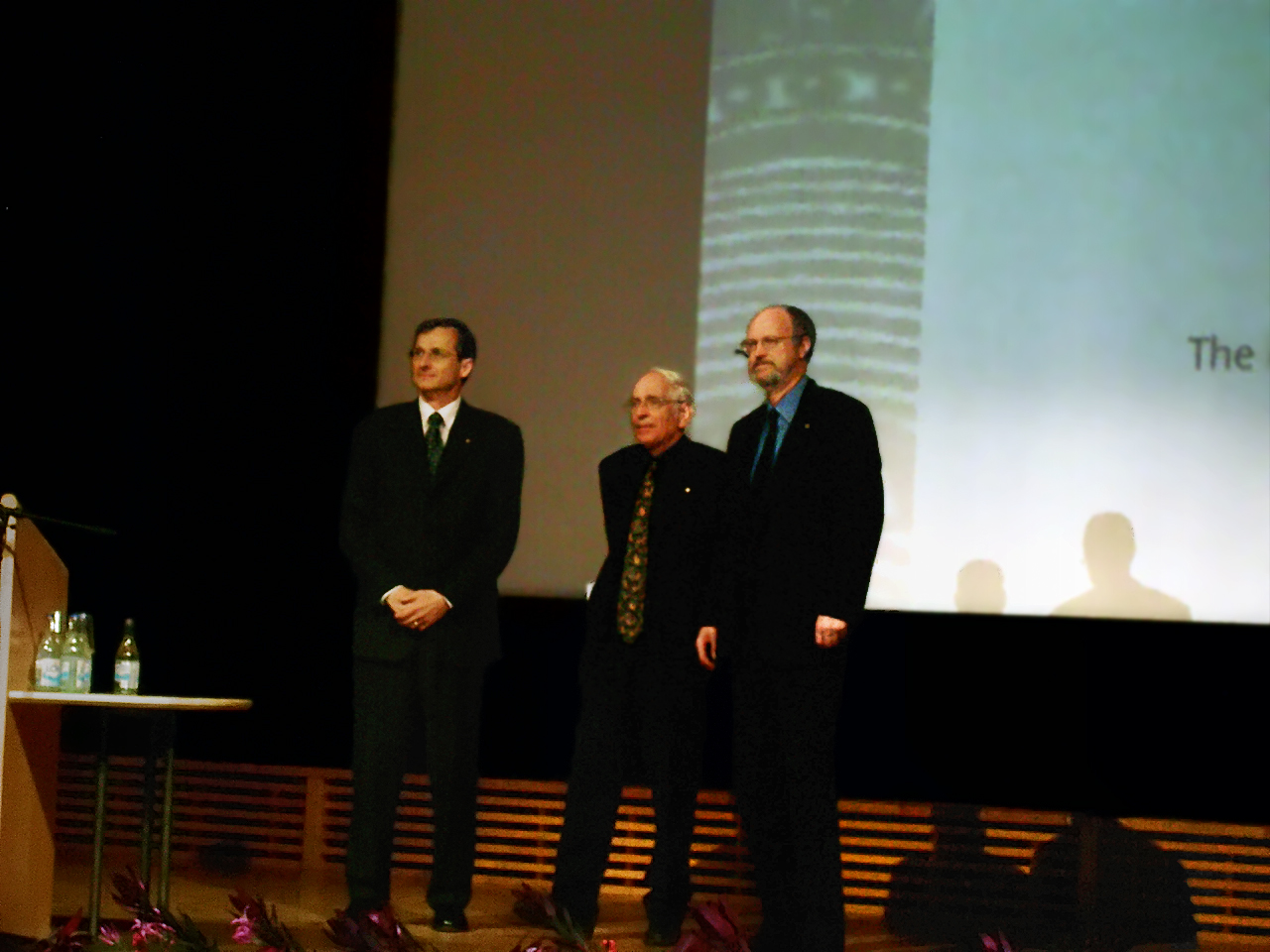
الحائزون على جائزة نوبل في الكيمياء 2005 على خشبة المسرح

فاز سنة 2005 بجائزة نوبل في الكيمياء مع الاميركيين روبرت غرابز وريتشارد شروك لتطويرهم طريقة التفاعل الكيميائي في التركيبات العضوية, على حسب ما ذكرت لجنة نوبل. وأضافت اللجنة ان «الفائزين بجائزة نوبل للكيمياء هذه السنة جعلوا من التفاعل الكيميائي أحد أهم التفاعلات في التركيبات العضوية. وقد وفر ذلك فرصا رائعة لإنتاج الكثير من الجزيئات في مجال صناعة الأدوية على سبيل المثال».عند إعلان فوزه كان ايف قد أعلن أن بإمكانه رفض الجائزة ولكنه قبلها وسلمت له من قبل ملك السويد.

## روابط خارجية
- إيف شوفان على موقع الموسوعة البريطانية (الإنجليزية)
- إيف شوفان على موقع مونزينجر (الألمانية)
- إيف شوفان على موقع إن إن دي بي (الإنجليزية)